# Глен Кембъл
Глен Травис Кембъл (на английски: Glen Travis Campbell) е американски певец, китарист, композитор, телевизионен водещ и актьор. Той е известен най-вече с поредица от хитове през 60-те и 70-те години на 20 век и като водещ на телевизионно шоу за музика и комедия, наречено „The Glen Campbell Goodtime Hour“ на телевизията CBS, от януари 1969 до юни 1972 г. Издава над 70 албума в кариерата си, която обхваща пет десетилетия и натрупва над 45 милиона продажби в световен мащаб, включително 12 златни албума, четири платинени албума и един двойно-платинен албум.
Израства в Арканзас. Кембъл започва професионалната си кариера като студиен музикант в Лос Анджелис, прекарвайки няколко години с група инструменталисти, по-късно известна като „разрушителният екип“. След като става соло артист, той поставя общо 80 различни песни в световноизвестни класации.
През 1967 г. Кембъл печели четири Грами в категориите за кънтри и поп музика. Печели Грами за цялостно творчество през 2012 г. Той притежава трофеи за вокалист на годината, както и за изпълнител на годината за 1968 г. Кембъл има второстепенна роля във филма „Истински характер“ (1969 г.), който му печели номинация за Златен глобус. Той също така пее песен, която е номинирана за Оскар.

## Избрана филмография
| Година | Филм          | Оригинално заглавие | Роля    | Режисьор      |
| ------ | ------------- | ------------------- | ------- | ------------- |
| 1969   | Непреклонните | True Grit           | Ла Бьоф | Хенри Хатауей |